# عولمة مغيرة
العولمة المغيرة (كذلك تُعرف أيضًا باسم العولمة البديلة أو العولمة المبدلة –مأخوذة من الفرنسية «ألتير موندياليزاسيون»- وتتداخل مع حركة العدالة العالمية)، هي حركة اجتماعية تدعم مكوناتها التشارك والتفاعل العالمي، لكنها تعارض ما يصفونه بالآثار السلبية للعولمة الاقتصادية، وتعتبر أنها تعمل في الغالب على حساب القيم الإنسانية أو لا تروج بشكل ملائم لها، والقيم الإنسانية هنا مثل السلام والحرية المدنية وحماية البيئة والعدالة الاقتصادية وحماية العمال بالإضافة إلى حماية ثقافات الشعوب الأصلية.
ربما اشتُقّ الاسم من شعار مشهور للحركة وهو «عالم آخر ممكن» الذي أتى من المنتدى الاجتماعي العالمي. تُعتبر حركة العولمة البديلة حركةً تشاركية مصممة من أجل «الاحتجاج على العواقب السلبية المحسوسة البيئية والثقافية والاجتماعية والسياسية والاقتصادية للعولمة النيوليبرالية واتجاهها». يسعى العديد من أنصار العولمة البديلة إلى تجنب «إلغاء الاقتصادات المحلية والعواقب الإنسانية الكارثية». يتجنب أعضاء هذه الحركة المسمى «مناهض للعولمة» لكونه تحقيري ومغلوط لأنهم يدعمون النشاط الإنساني بشكل فعال على صعيد عالمي ولا يعارضون العولمة الاقتصادية بحد ذاتها.
عوضًا عن ذلك يرون أن حركتهم هي بديل لما يسمونه العولمة النيوليبرالية التي تكرس فيها الشراكات الكبيرة والمؤسسات الدولية (منظمة التجارة العالمية والبنك الدولي وصندوق النقد الدولي وما شابه) أنفسها من أجل إغناء العالم المتطور بينما قد يعيرون بعض الانتباه لما يقول عنه النقاد أنه الآثار الضارة لأفعالهم على الناس وعلى بيئات البلدان الأقل تطورًا، تلك البلدان التي تتمتع في الغالب بحكومات ضعيفة جدًا أو فاسدة جدًا لتتمكن من مقاومتهم أو تنظيمهم. يجب ألَّا يُخلط الأمر مع الأممية البروليتارية كما قدّمها الشيوعيون، فأنصار العولمة البديلة لا يعارضون بالضرورة السوق الحرة بل مجموعة ثانوية من ممارسات السوق الحرة التي تتسم بمواقف تجارية معينة وسياسات سياسية يقولون بأنها تودي في الغالب إلى انتهاك حقوق الإنسان.

## أصل الكلمة
صِيغَ هذا المصطلح ضد اتهامات القومية من قبل الأنصار النيوليبراليين للعولمة، ويعني دعم الإنسانية والقيم العالمية، لكن مع رفض لإجماع واشنطن وللسياسات النيوليبرالية المشابهة. (تعني «ألتر» باللاتينية «الآخر» مثل «البديل» (alternative) بالإنجليزية). كانت حركة «العولمة البديلة» الفرنسية على تعارض مع «معاهدة إنشاء دستور لأوروبا» على أساس أنها تفوقت فقط على النيوليبرالية والنموذج الاقتصادي الأنجلو ساكسوني.
نشأت في الأصل من الفرنسية «أولتيرموندياليزم»، وانتقلت إلى الإنكليزية على شكل «ألترموندياليزم» أو «ألترمونديالايزيشن». وهي تعرف موقف الحركات المعارضة للعولمة النيوليبرالية، لكنها مواتية للعولمة التي تحترم حقوق الإنسان والبيئة والسيادة الوطنية والتنوع الثقافي.
ربما صيغت كلمة «مناصر للعولمة البديلة» بعد الاستخدام الفرنسي لكلمة أولتيرموندياليست. يُشتق مصطلح «العولمة البديلة» من مصطلح «مناهض للعولمة» وهو ما استخدمه الصحفيون لوصف الحركة. ومنذ ذاك الحين، توقف العديد من الصحفيين الفرنسيين عن استخدام مصطلح «مناهض للعولمة» لكي يستخدموا مصطلح «العولمة البديلة». ويُفترض أن يميز بين أنصار العولمة البديلة وناشطي «مناهضة العولمة» (أولئك المعارضين لأي نوع من العولمة، كالقوميين والحمائيين والجماعيين وهلم جرًا).

## التاريخ
جرى الاندماج الاقتصادي من خلال التجارة والتدفقات المالية والاستثمارات لسنواتٍ عديدة، لكن المؤتمر الوزاري لمنظمة التجارة العالمية في عام 1999 قد لفت الانتباه كثيرًا إلى الاحتجاج ضد التكامل الاقتصادي النيوليبرالي من خلال التغطية الإعلامية ومجموعات الدعم والناشطين. وعلى الرغم من أن هذه المعارضة قد لاقت شعبية كبيرة في احتجاجات منظمة التجارة العالمية في سياتل عام 1999، لكن يمكن تعقبها إلى ما قبل ثمانينيات القرن العشرين عندما أصبح إجماع واشنطن تطورًا بارزًا في التفكير وصناعة السياسات. ساعدت اتصالات الإنترنت هذه الحركة لاحقًا.

### سبعينيات القرن العشرين والمقاومة الجنوبية
شهدت فترة سبعينيات القرن العشرين مقاومةً للتوسع العالمي من قبل الأحزاب الحكومية وغير الحكومية. كان السيناتور الأميركي فرانك تشرتش مهتمًا بالدور الذي بدأت الشركات متعددة الجنسيات بلعبه في التجارة العالمية، وأنشأ لجنة فرعية استعرضت ممارسات الشركة لمعرفة ما إذا كانت تتقدم بمصالح الولايات المتحدة أم لا (مثلًا، تصدير الوظائف الممكن إبقاؤها في الولايات المتحدة). حثت النتائج بعض البلدان في العالم الجنوبي (من تنزانيا إلى الفلبين) ليطالبوا بقوانين وبعمل جماعي من أجل رفع أسعار المواد الخام أو جعلها مستقرة، بالإضافة إلى زيادة الصادرات الجنوبية.

## القضايا والأنشطة
يسعى نشطاء العولمة البديلة إلى تعامل أفضل في البلدان النامية واقتصاداتها، ومن أجل حقوق العمال والتجارة العادلة وحقوق الإنسان المتساوية. ويعارضون استغلال العمال والاستعانة بمصادر خارجية في الوظائف للأمم الأجنبية (على الرغم من مجادلة البعض بقولهم إن هذا الدافع قومي أكثر من كونه مرتبطًا بالعولمة البديلة) وتلوث البيئات المحلية وإلحاق الضرر بالثقافات الخارجية والتي تعتبر أعمالها مصدرًا خارجيًا يستعان به.
تشمل جوانب الحركة:
1. محاولات حركة العولمة البديلة لإصلاح السياسات وعمليات منظمة التجارة العالمية: «مبادئ بديلة للمساءلة العامة وحقوق الإنسان وحماية البيئة» من خلال إطار العمل النظري لروبرت كوكس.[6]
2. بدأت مبادرات حركة العمال ونقاباتهم في الاستجابة للعولمة الاقتصادية والسياسية بتوسيع شراكتها ومبادراتها لتشمل الصعيد عبر الوطني.[7]
3. مبادرات التجارة العادلة ومدونات قواعد السلوك في الشركة والشروط الاجتماعية بالإضافة إلى العودة إلى الأسواق المحلية عوضًا عن الاعتماد المفرط على الأسواق العالمية.[8]
4. «روّج ناشطو العولمة البديلة لنماذج بديلة لإدارة المياه من خلال التحالفات بين الشمال والجنوب والأخضر والأحمر وبين العمالة المنظمة والمجموعات البيئية ومجموعات النساء والمجموعات الأصلية» (ردًا على الازدياد في تخصيص مخزون المياه العالمي).[9]
5. يعتَبِر التيار الأول لحركة العولمة البديلة أنه عوضًا عن الانخراط في الحركة العالمية والمنتديات الدولية، فإن هناك طريق للتغير الاجتماعي من خلال إعطاء الحياة للقيم الأفقية والتشاركية والمؤنسة والمستمرة، وذلك في الممارسات اليومية والحياة الشخصية والمساحات المحلية. يشير العديد من الناشطين المدنيين إلى الطريقة التي يركز بها مثلًا الزاباتستيين في المكسيك والحركات الأصلية الأميركية اللاتينية الأخرى على تطوير الحكم الذاتي المحلي للمجتمعات من خلال الحكومة الذاتية التشاركية وأنظمة التعليم الاستقلالية وتحسين وضع المعيشة. يقدرون أيضًا الجانب البهيج للمبادرات المحلية ووعده ببدائل صغيرة ولكنها حقيقية عن عولمة الشركات والاستهلاك الجماعي.[10]

### المجموعات والمؤتمرات

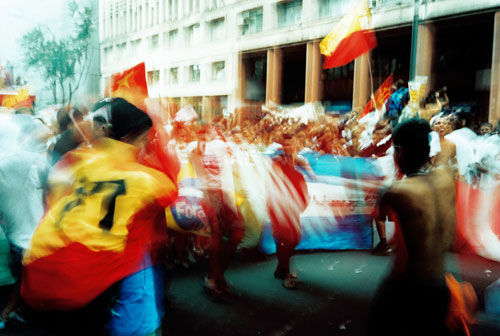
المسيرة الافتتاحية للمنتدى الاجتماعي الدولي عام 2002 التي نظمها مشاركون في الحركة

أنشأ مناصرو العولمة البديلة شبكة أخبار عالمية على الإنترنت وهي المركز الإعلامي المستقل لنقل تقارير التطورات المتعلقة بالحركة. تشمل المجموعات المؤيدة للعولمة البديلة جمعية أطاك وهي شبكة إصلاح تجاري عالمية اتخذت من فرنسا مقرًا لها. يعد المنتدى الاجتماعي الدولي السنوي أكبر منتدى لنشاط العولمة البديلة. والهدف من المنتدى الاجتماعي الدولي هو أن يكون مساحة ديموقراطية منظمة وفقًا لقيم الحركة.